# Marcel Loichot
Marcel Loichot (1918-1982) est un polytechnicien, auteur, économiste, homme d'affaires, et conseiller politique. Il fut notamment, entre autres, président de la SEMA et théoricien politico-économique.
Il est principalement connu pour sa mise au point du pancapitalisme, un système d'organisation des sociétés qui permettrait la « désaliénation des salariés ». Il est l'auteur à ce sujet de deux ouvrages : La Réforme pancapitaliste, publié en 1966, et La Mutation ou l'aurore du pancapitalisme, publié en 1970.

## Biographie
Marcel Loichot naît à Stora, en Algérie, le 4 décembre 1918. Enfant, il attrape la grippe espagnole. Son père était un homme lettré, qui opta, en 1886, pour l'Algérie, pour enseigner aux Kabyles. Sa mère, corse, cousait des gilets pour un tailleur à Philippeville (désormais Skikda).
Poussé par sa mère, il entre en 1938 à l'école Polytechnique, où il est reçu. À vingt-et-un ans, Marcel devient artilleur à l'école de Fontainebleau.
En 1958, il fonde avec Jacques Lesourne et Robert Lattès la SEMA, la Société d'économie et de mathématiques appliquées, qui se concentre sur le développement d'applications pour la recherche opérationnelle et l'économie appliquée utilisant l'informatique. Il développe une certaine capacité dans la reprise d'entreprise en difficulté.
Il est président de l'Union pancapitaliste pour désaliéner le salariat. Cette union participera, avec des socialistes, l'UDR, des communistes et le Front travailliste, à promouvoir la participation économique des salariés. Dès 1968, « les tenants de l’association capital-travail trouvent la justification à l’engagement d’une nouvelle bataille de la participation ».
Il fut l'un des mentors de Bernard Tapie, a qui il enseignera les rouages du monde des affaires, une rencontre qui se fera à la fin des années 1960 et qui est décrite comme un tournant dans la vie de ce dernier.
Marcel Loichot meurt à Paris, le 22 avril 1982, à 63 ans.

## Le pancapitalisme

### L'idée pancapitaliste
Le pancapitalisme est une théorie économique et sociale qui vise à dépasser le clivage entre capitalisme et communisme en proposant une troisième voie qui conserverait les avantages du capitalisme tout en résolvant ses problèmes d'inégalités et d'aliénation du travail. Ainsi, Marcel Loichot peut être considéré, aux côtés d'auteurs comme Anthony Giddens, théoricien de la Troisième Voie, Oskar Lange, théoricien du socialisme de marché, ou Rudolf Steiner, théoricien de l'économie associative, ou plus anciennement René de la Tour du Pin comme un véritable tenant du courant de la Troisième voie économique et politique.

Le pancapitalisme est une réponse aux excès du capitalisme mondialisé. Loichot constate que le système capitaliste traditionnel engendre des abus et des crises, tandis que le communisme, malgré ses promesses, n'a pas réussi à résoudre l'aliénation des travailleurs. 
Il devient donc urgent de formuler une théorie non communiste (et non anti-communiste) qui dépasse le marxisme et soit capable d’enflammer les esprits et les cœurs aussi bien que le communisme dont elle maintiendrait les conquêtes positives tout en éliminant les graves inconvénients constatés ; et qui réussirait la « désaliénation » au nom d’une éthique ambitieuse revalorisant la notion de dignité pour toute personne humaine. C’est en pensant à ce que pourrait être une telle doctrine qu’a été écrit l’Essai sur le Pancapitalisme ou capitalisme de tous.
La vision pancapitaliste n'est pas une révolution faisant table rase de l'évolution. Loichot considère ainsi cardinal de conserver la propriété privée, sans contrôle général des moyens de production, comme cela peut être organisé sous un régime communiste. Dans les sociétés pancapitalistes, les travailleurs doivent être associés au capital, devenant de fait et de droit actionnaires de leur entreprise. L'autofinancement, à savoir la réinjection des bénéfices dans l'entreprise, est rendu obligatoire, et ce, sous forme d'actions nouvelles. Ces nouvelles actions sont distribuées à parts égales entre les actionnaires existants (antérieurs dirait Loichot) et les travailleurs.

 L'une de ses principales inspirations repose sur les frères Gracques, Tibérius et Caius, qui ont tenté durant la république romaine, par une réforme agraire, de permettre à tous les citoyens romains, qui avaient été spoliés pendant la guerre, d'avoir une propriété foncière. Loichot débute son premier ouvrage par ces mots, qui montrent qu'il se voit comme le continuateur de cette réforme initiée voilà plus de deux-mille ans : 
Le premier pancapitaliste fut l’agrarien TIBERIUS GRACCHUS / Le fer des possédants abattit le désaliéneur
Le Mot fut reçu en rêve par son frère CAÏUS GRACCHUS / L’or des nantis lui arracha la cervelle 

Mais toujours un autre reprit leur Mot : COMBATTRE ET MOURIR POUR LE PEUPLE / Et voulut à son tour promouvoir la Réforme

### L'avenir du pancapitalisme: la désaliénation
Avec cette réforme, Loichot espère voir, à court terme, la désaliénation des travailleurs. Dans La Réforme pancapitaliste, il développe longuement la situation du travailleur actuel. Il souligne que le progrès technique et économique a permis, depuis le XIXe siècle, l'amélioration de la classe basse. Les travailleurs produisent toujours des biens de production, mais sans jamais en profiter : « Aliéné, le travailleur opère pour une entreprise dans laquelle il n’a nullement droit de cité ».
De cette situation, Loichot voit des conséquences politiques, de sorte que les travailleurs ont un ressentiment naturel du fait de leur situation envers les « Princes de la cité », sans forcément en avoir pour « ceux de l'Entreprise ». C'est, pour lui, la cause du sentiment acapitaliste : communisme, socialisme réformiste, etc.
Les conséquences sont aussi économiques : « Puisqu'il est privé des biens de production qu'il a conscience d'édifier au même titre que le capitaliste, [...] comment le prolétaire conscient pourrait-il [...] être autre chose qu'hostile ? »

La finalité du pancapitalisme, c'est la sortie de cette aliénation, une question de moralité publique. Loichot cherche à mettre un terme à la guerre de classe. Avec la mise en place du pancapitalisme généralisé, les travailleurs pourraient devenir, à terme, propriétaires de la totalité de leur société. 
En un mot, le Pancapitalisme propose que le travailleur le plus humble bénéficie non plus théoriquement, mais effectivement, de la fonction économique et sociale de l’investissement. C’est-à-dire qu’il reçoive sa part dans la création des richesses futures ou, si l’on veut, des moyens supplémentaires de production qu’il contribue à créer par son travail. Et cette manière d’obtenir la désaliénation conserve intégralement la notion de propriété, tant pour le salarié que pour le possédant antérieur. 

### L'avant-projet de 1961
La Réforme pancapitaliste est publié dans le contexte de la loi du 12 Juillet 1965, dont l'article n°33 devait, avant d'être amendé, mettre en place une forme de pancapitalisme. Avant cette loi, Marcel Loichot a élaboré, en 1961, une esquisse d'une réforme pancapitaliste : 
— Toute entreprise employant par exemple plus de dix personnes doit obligatoirement être constituée en « société pancapitaliste ».
— Le capital d’une société pancapitaliste est productif d’intérêts à un taux très raisonnable, par exemple 5 %, ou encore le taux utilisé par le Crédit national pour ses prêts à long terme ; ces intérêts sont nécessairement comptabilisés en dépenses et distribués.
— Le bénéfice subsistant est obligatoirement ajouté au capital ; les actions correspondantes, incessibles pour dix années, sont réparties pour moitié entre les actionnaires antérieurs proportionnellement à leurs actions, pour moitié entre les travailleurs de l’entreprise proportionnellement à leurs salaires de l’exercice.
— Naturellement, les porteurs d’actions, qu’elles soient anciennes ou nouvelles, jouissent des mêmes droits et notamment élisent ensemble le conseil d’administration, lequel nomme le président-directeur général et contrôle sa gestion.
— Les droits d’attribution d’actions gratuites par voie de réévaluation de l’actif sont répartis pour moitié entre les porteurs d’actions au jour de la distribution, pour moitié entre les travailleurs ayant œuvré pour l’entreprise dans les dix exercices clos antérieurement à ce jour, et cela proportionnellement aux salaires perçus ; il en va de même des droits de souscription en espèces, ceux-ci pouvant être négociés par les travailleurs comme par les porteurs d’actions s’ils préfèrent ne pas souscrire.

### L'ébauche de projet de loi de Loichot
Dans La Réforme pancapitaliste, Loichot reprend certains des éléments de l'avant-projet de 1961 pour élaborer une véritable proposition de loi. Cette réforme est technique, venant obliger les sociétés à une réorganisation comptable. Ainsi, mettant en œuvre la généralisation de l'auto-financement, deux tiers des titres de l'augmentation de capital sont attribués aux propriétaires du Capital antérieur, et le tiers restant au personnel salarié au travers d'un fonds indivis pancapitalisé au sein de la société. Ce fond est par aileurs géré par un comité élu par le personnel, et est représenté aux AG. Tous les dividendes perçus par ce fonds sont immédiatement reversé aux propriétaires indivis.

## Soutiens
Cette réforme a été soutenue par plusieurs personnalités, à commencer par le Général de Gaulle, qui, par son ordonnance de 1967 généralisant la participation, a contribué à la mise en place d'un système pancapitaliste, bien que moins radical que celui de Loichot. On peut considérer que les positions de Loichot ont néanmoins fortement influencé de Gaulle.
René Capitant fut aussi un soutien du projet de participation , tout comme Pierre Billote, Jean de Lipkowski  ou Philippe Dechartre.
Plus récemment, le pancapitalisme a été promu par l'Institut Georges Valois, « institut de formation et groupe de réflexion indépendant sur les questions socio-économiques », faisant le parallèle entre l'oeuvre de Loichot et celle de Claude Mineraud et de son ouvrage Le capitalisme populaire.

## Critiques
Cette vision a reçu plusieurs critiques. Alexandre Renaud par exemple considérera que la participation des salariés, notamment dans sa vision promue par Marcel Loichot, est un « outil néolibéral », puisque reposant sur une conception productiviste. Renaud souligne que l'expansion totale du pancapitalisme est impossible, puisqu'il ne peut y avoir de croissance infinie dans un monde fini.
Le Conseil national du patronat français (CNPF) fut également critique envers ce projet, qu'il estimait comme étant un système d'épargne forcée. Sa mise en place serait également lente et pénible en raison de profits faibles en France, et que le partage de ce même profit entraînerait une baisse de l'épargne.
La commission Mathey, nommée sous Georges Pompidou, fit le même constat que le CNPF, en ajoutant qu'il n'y a pas de corrélation nécessaire entre l'autofinancement et l'augmentation de l'actif.
Bien que soutien du pancapitalisme, René Capitant émis des réserves quant à l'ordonnance de 1967.
Enfin, et cela peut sembler contradictoire, Marcel Loichot lui-même dénonça l'ordonnance de 1967, considérant qu'il ne s'agissait là que d'un bénéfice fiscal, et qu'elle ne s'appliquait qu'aux entreprises trop prospères.